# Фогтай (Тюрингія)
Фогтай (нім. Vogtei) — громада в Німеччині, розташована в землі Тюрингія. Входить до складу району Унструт-Гайніх.
Площа — 49,51 км2. Населення становить 4260 ос. (станом на 31 грудня 2021).